# Distrito de Gagra
El distrito o rayón de Gagra (en georgiano: გაგრის რაიონი; en abjasio: Гагра араион; en ruso: Гагрский район) es un distrito ubicada en el norte de la parcialmente reconocida República de Abjasia, con capital en Gagra, aunque de iure pertenece a la República Autónoma de Abjasia como parte de Georgia. Es el distrito ubicado más al poniente de Abjasia, sirviendo el río Psou como frontera con el krai de Krasnodar, en Rusia.
La población total del distrito es de 37.002 habitantes de acuerdo con el censo de 2003. La población de la zona metropolitana de Gagra en 1989 era de 77.079 habitantes, siendo muy afectada por el desplazamiento de refugiados, principalmente georgianos, a raíz de la guerra de Abjasia. Los étnicamente armenios constituyen una de las etnias del distrito. Tiene 772 km² de extensión.
El distrito en su mayor parte es montañoso, con la excepción de las tierras bajas de Bzyb en la parte sur, donde se encuentra Pitsunda, y está jalonado por diversos montes, como los Montes de Gagra y el Macizo de Arabika entre otros. En la zona montañosa, se encuentra el lago Ritsa.

## Historia
En 1904, el volost de Gagra del distrito de Sujumi se convirtió en parte del distrito de Sochi de la provincia del Mar Negro y estuvo en él hasta junio de 1920, después de lo cual pasó a formar parte de la RSS de Abjasia y luego de la ASSR de Abjasia. El distrito fue formado en 1940 como parte de la RASS de Abjasia.

Un destacamento del famoso terrorista checheno Basáyev luchó aquí. Gennady Troshev en el libro "Mi guerra. El diario checheno de un general de trinchera” describe las actividades de Basayev en las cercanías de Gagra y el pueblo de Leselidze:
Los "jenízaros" de Basayev (y había 5.000 de ellos) se distinguieron en esa guerra por una crueldad sin sentido. En el otoño de 1993, en las cercanías de Gagra y el pueblo de Leselidze, el propio "comandante" dirigió personalmente una acción punitiva para exterminar a los refugiados. Varios miles de georgianos fueron fusilados, cientos de familias armenias, rusas y griegas fueron masacradas. Según las historias de testigos que escaparon milagrosamente, los bandidos disfrutaron grabando escenas de intimidación y violación.

## Economía
La zona tiene un alto potencial recreativo y turístico. En 1921, Gagra fue declarada balneario de importancia nacional por la Unión Soviética. El colapso de la URSS y la guerra entre Georgia y Abjasia tuvo un impacto negativo en la industria turística, pero en los últimos años el flujo de turistas, principalmente de Rusia, ha ido en aumento.

## Demografía
La población del distrito tuvo grandes crecimientos en el siglo XX mientras fue parte de la Unión Soviética. Sin embargo, cuando estalló la guerra en Abjasia, se produjo un colapso en la población con la pérdida de más de 40.000 personas (que huyeron de Abjasia o murieron durante el conflicto armado), un 52% de la población de entonces. 
| Gráfica de evolución demográfica de Distrito de Gagra entre 1926 y 2020 |
|                                                                         |

Tras la guerra en Abjasia se produjo un cambio drástico en la composición poblacional. Armenios, rusos y georgianos eran los grupos mayoritarios antes de la guerra y tras ella, pasaron a ser dominantes los abjasios y armenios, seguidos de lejos por rusos. Los georgianos pasaron de suponer el 25% de la población a un mínimo 2,5%; este fenómeno se denomina en muchas ocasiones como la limpieza étnica de georgianos en Abjasia.
|              | 1979      | 1979       | 2011      | 2011       |
| Grupo étnico | Población | Porcentaje | Población | Porcentaje |
| ------------ | --------- | ---------- | --------- | ---------- |
| Georgianos   | 16 770    | 25,5%      | 1003      | 2,5%       |
| Abjasios     | 5435      | 8,2%       | 15 482    | 38,5%      |
| Rusos        | 17 517    | 26,6%      | 6334      | 15,7%      |
| Ucranianos   | 2 198     | 3,3%       | 529       | 1,3%       |
| Armenios     | 20 904    | 31,7%      | 15 422    | 38,3%      |
| Griegos      | 752       | 1,1%       | 259       | 0,6%       |
| Total        | 65 889    | 100%       | 40 217    | 100%       |

Hay numerosos pueblos, principalmente los más rurales y cercanos a la frontera con Rusia, en los que la población es mayoritariamente armenia, como Jashupse (98,2%), Mikelripshi (94,5%), Mejadiri (90,6%), Baghnari (88,9%), Jeivani (79%), Jolodnaya Rechka (71,6%),  Leselidze (63,4%), Koljida (59,6%), Gantiadi (55,9%), o Alajadzi (45,5%).
|                            | 2011       | 2011       | 2011      | 2011       | 2011      | 2011       | 2011      | 2011       | 2011       | 2011       | 2011      | 2011       | 2011      |
|                            | Georgianos | Georgianos | Abjasios  | Abjasios   | Rusos     | Rusos      | Armenios  | Armenios   | Ucranianos | Ucranianos | Griegos   | Griegos    | Total     |
| Población                  | Población  | Porcentaje | Población | Porcentaje | Población | Porcentaje | Población | Porcentaje | Población  | Porcentaje | Población | Porcentaje | Población |
| -------------------------- | ---------- | ---------- | --------- | ---------- | --------- | ---------- | --------- | ---------- | ---------- | ---------- | --------- | ---------- | --------- |
| Gagra                      | 332        | 2,8%       | 6531      | 52,8%      | 2355      | 19%        | 2406      | 19,5%      | 219        | 1,8%       | 119       | 1%         | 12 364    |
| Gantiadi/Tsandrypsh        | 49         | 0,9%       | 1013      | 19,6%      | 952       | 18,4%      | 2888      | 55,9%      | 64         | 1,2%       | 35        | 0,7%       | 5170      |
| Bzipi                      | 175        | 3,7%       | 2581      | 54,7%      | 507       | 10,7%      | 1298      | 27,5%      | 3          | 0,4%       | 12        | 0,3%       | 4719      |
| Pitsunda/Bichvinta         | 135        | 3,2%       | 2465      | 58,7%      | 1144      | 27,3%      | 93        | 2,2%       | 180        | 4,3%       | 18        | 0,4%       | 4198      |
| Alajadzi                   | 185        | 6,4%       | 894       | 31,1%      | 376       | 13,1%      | 1308      | 45,5%      | 33         | 1,1%       | 14        | 0,5%       | 2876      |
| Koljida/Psajara            | 56         | 2,2%       | 727       | 29,2%      | 170       | 6,8%       | 1486      | 59,6%      | 12         | 0,5%       | 21        | 0,8%       | 2492      |
| Lidzava                    | 47         | 2,4%       | 913       | 47,3%      | 210       | 10,9%      | 707       | 36,6%      | 18         | 0,9%       | 4         | 0,2%       | 1930      |
| Mejadiri                   | 3          | 0,2%       | 7         | 0,4%       | 122       | 6,9%       | 1618      | 90,9%      | 11         | 0,6%       | -         | -          | 1779      |
| Leselidze/Gachrypsh        | 10         | 0,6%       | 215       | 13,9%      | 146       | 9,4%       | 980       | 63,4%      | 9          | 0,6%       | 5         | 0,3%       | 1546      |
| Jeivani/Amzara             | 3          | 0,2%       | 118       | 9,1%       | 124       | 9,5%       | 1029      | 79%        | 6          | 0,5%       | 8         | 0,6%       | 1303      |
| Jolodnaya Rechka/Bagrypsta | 2          | 0,2%       | 14        | 1,4%       | 192       | 21,1%      | 651       | 71,6%      | 16         | 1,8%       | 21        | 2,3%       | 909       |
| Baghnari/Jyshja            | 1          | 0,3%       | 1         | 0,3%       | 26        | 7,8%       | 297       | 88,9%      | 4          | 1,2%       | -         | -          | 334       |
| Mikelripshi                | 5          | 1,5%       | 3         | 0,9%       | 7         | 2,1%       | 308       | 94,5%      | 2          | 0,6%       | 1         | 0,3%       | 326       |
| Jashupse                   | -          | -          | -         | -          | 3         | 1,1%       | 266       | 98,2%      | 1          | 0,4%       | 1         | 0,4%       | 271       |
| Total                      | 1003       | 2,5%       | 15 482    | 38,5%      | 6334      | 15,7%      | 15 422    | 38,3%      | 529        | 1,3%       | 259       | 0,6%       | 40 217    |

## Galería

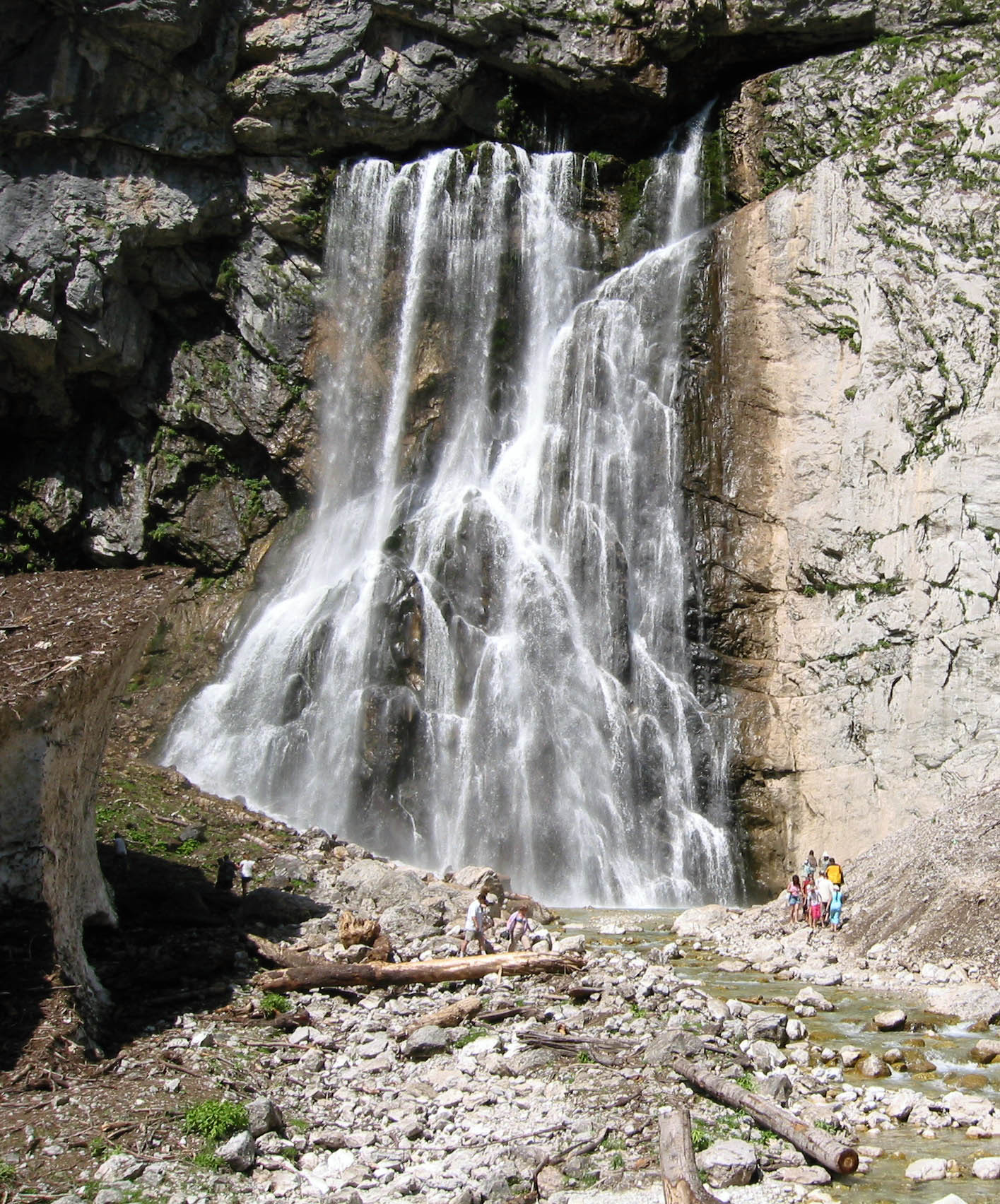
Catarata del río Gega.
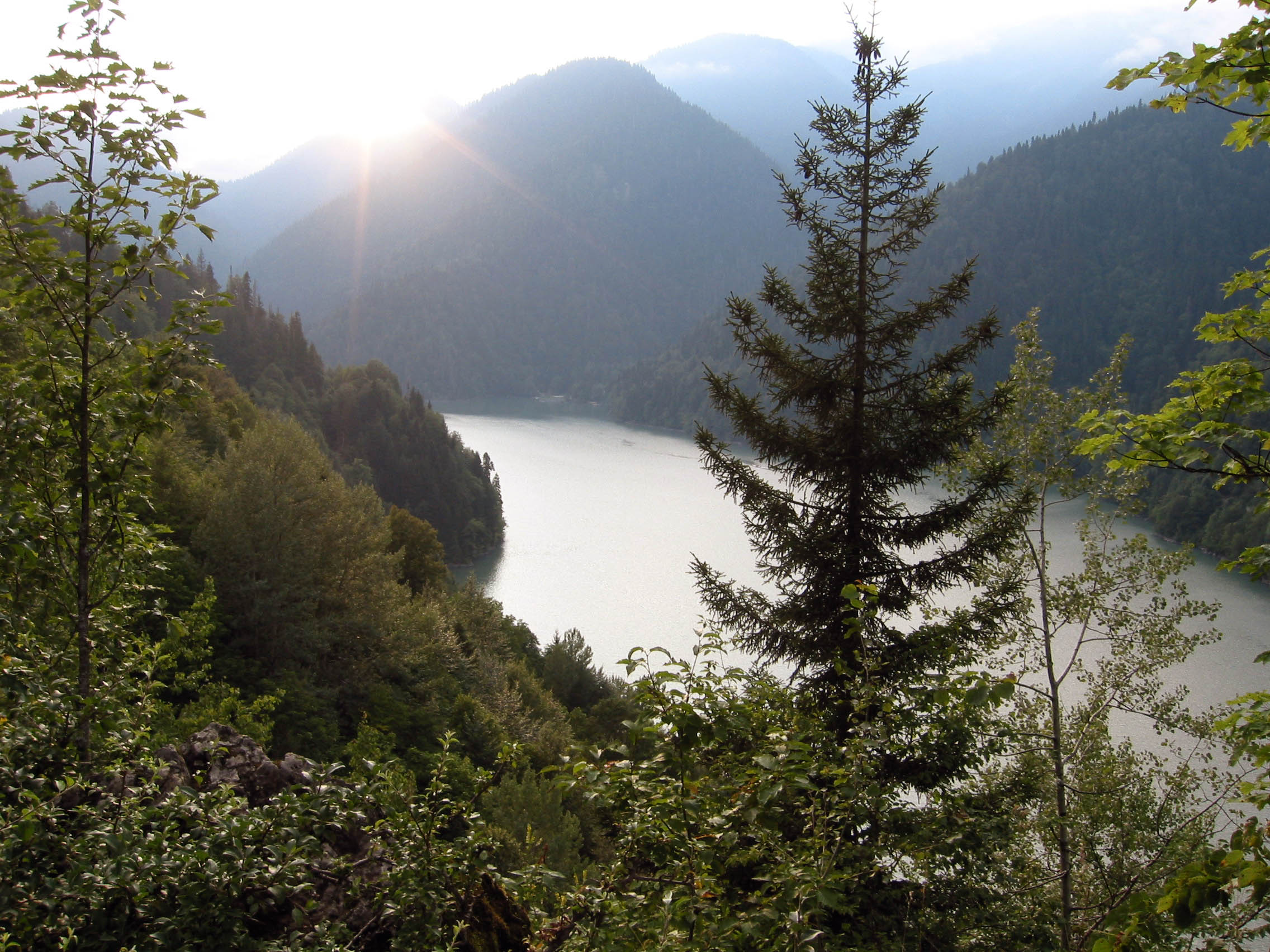
Lago Ritsa.